# باب العسة (طنجة)
باب العسة هي أحد بوابات المدينة العتيقة لطنجة، شمالي المغرب. تم بناء هذه البوابة بفترة الحكم البرتغالية (1471-1661م).